# Белый лес (памятник природы)
«Белый лес» — памятник природы регионального значения в Касимовском районе Рязанской области России. Расположен в 18 километрах на северо-запад от города Касимов, на северной окраине посёлка Гусь-Железный. Общая площадь особо охраняемой природной территории составляет 275 га.
Находится в ведении Министерства природопользования и экологии Рязанской области
Дата создания 10.01.2003 г.

## Название
«Белым лесом» местные жители называют сосняк в квартале 53. Это связано с редкостью древостоя, слабым развитием подлеска и подроста. Лес хорошо просматривается на 200—300 метров.

## География
Расположен на левобережье р. Гусь, в 2 км к северо-западу от северной окраины пос. Гусь-Железный. Состоит из старовозрастного сосняка-брусничника в сочетании с другими видами сосняка и двух небольших карстовых озёр — Большой и Малой Ключными Ямами.
Большая Ключная Яма (2,3 га) по восточному берегу местами вскрываются известняки. Озеро мелкое, дно его песчаное. В 0,2 км к западу от озера располагается родник.
Малая Ключная Яма (0,4 га) в поперечнике не превышает 30 м. Берега пологие, дно песчаное.

### Описание границы
Жжная граница проходит по опушке квартала 53, обращённой к окраине пос. Гусь-Железный, далее граница проходит по западной опушке кварталов 53 и 44, обращённой к пойме р. Гусь; от западного угла просеки, разделяющей квартал 44 Гусевского участкового лесничества и 112 квартал Чаурского участкового лесничества ГКУ «Бельковское лесничество», граница поворачивает на восток и следует по границе между этими кварталами до восточного угла квартала 44, после чего поворачивает на юг по квартальной просеке между кварталами 44 и 45, 53 и 54 до южной опушки к точке начала описания.

## Флора и фауна
В лесу отмечены 30 видов птиц. В долине реки Гусь сохранилась крупная популяция клевера люпинового, основной ареал которого находится в Сибири. Редкий краснокнижный вид фиалки — фиалка Селькирка.

## Назначение
Природоохранное назначения: поддержание (при необходимости — восстановление) удовлетворительного состояния естественной экологической системы — соснового леса с подлеском из можжевельника и присущей ему травянистой растительностью, а также популяции и мест обитания вида растений, занесённого в Красную книгу Рязанской области — фиалки Селькирки.
Памятник природы представляет собой модельный объект для изучения, мониторинга состояния и разработки мер по сохранению экосистем долинных сосновых лесов и их элементов, карстовых водоёмов.
Памятник природы пригоден для проведения учебно-просветительных экскурсий и полевых практик студентов и школьников.
Многие старовозрастные сосны пронумерованы и используются лесничеством в качестве маточных деревьев.

## Транспорт
Возможно парковать личный транспорт и экскурсионный автобусов.